# Serra do Pereiro
Serra do Pereiro is een van de 33 microregio's van de Braziliaanse deelstaat Ceará. Zij ligt in de mesoregio Jaguaribe en grenst aan de deelstaat Rio Grande do Norte in het oosten, de mesoregio Centro-Sul Cearense in het zuiden en de microregio's Médio Jaguaribe in het westen en Baixo Jaguaribe in het noorden. De microregio heeft een oppervlakte van ca. 2048 km². Midden 2004 werd het inwoneraantal geschat op 40.154.
Vier gemeenten behoren tot deze microregio:
- Ererê
- Iracema
- Pereiro
- Potiretama

Mesoregio's: Centro-Sul Cearense · Jaguaribe · Metropolitana de Fortaleza · Noroeste Cearense · Norte Cearense · Sertões Cearenses · Sul Cearense

Microregio's: Baixo Curu · Baixo Jaguaribe · Barro · Baturité · Brejo Santo · Canindé · Cariri · Caririaçu · Cascavel · Chapada do Araripe · Chorozinho · Coreaú · Fortaleza · Ibiapaba · Iguatu · Ipu · Itapipoca · Lavras da Mangabeira · Litoral de Aracati · Litoral de Camocim e Acaraú · Médio Curu · Médio Jaguaribe · Meruoca · Pacajus · Santa Quitéria · Serra do Pereiro · Sertão de Crateús · Sertão de Inhamuns · Sertão de Quixeramobim · Sertão de Senador Pompeu · Sobral · Uruburetama · Várzea Alegre